# کورانبونگ، نیو ساوت ولز
کوران بونگ (به انگلیسی: Cooranbong) یک شهرک در استرالیا است که در نیو ساوت ولز واقع شده‌است.